# زمان‌سنج (فیلم)
زمان‌سنج (انگلیسی: Timer) فیلمی در ژانر کمدی رمانتیک و علمی–تخیلی است که در سال ۲۰۰۹ منتشر شد.

## بازیگران
- اما کالفیلد
- میشل بورت
- دزموند هرینگتون
- جوبت ویلیامز
- کالی روخا
- موس واتسون